# Holasteron driscolli
Holasteron driscolli là một loài nhện trong họ Zodariidae.
Loài này thuộc chi Holasteron. Holasteron driscolli được Barbara C. Baehr miêu tả năm 2004.